# Shion Miura
Pour les articles homonymes, voir Miura (homonymie).
Shion Miura (三浦 しをん, Miura Shion), née le 23 septembre 1976 à Tokyo, au Japon, est une essayiste et écrivaine japonaise.

## Biographie
Née à Tokyo, Shion Miura est la fille du spécialiste de la littérature Sukeyuki Miura. En 1995, elle suit un cours de mise en scène dans le fameux département de littérature de l'université Waseda. À la fin de ses études, elle postule pour un emploi chez l'éditeur Hayakawa Shobō. Tatsurō Murakami, responsable de l'entretien de recrutement, reconnaît le talent d'écriture de Miura. Cette même année, Miura commence, sur le conseil de Murakami à rédiger toutes les semaines un message en ligne pour Boiled Eggs Online sous le titre les Signets de Shion (しをんのしおり, Shion shiori) . Peu de temps après, Murakami quitte l'éditeur. Miura décide alors de poursuivre une carrière d'écrivain.
Elle fait ses débuts en tant qu'écrivain en 2000 avec le livre Kakuto suru mono ni maru (La note de passage pour ceux qui luttent). Au Japon, elle est honorée de différents prix pour son travail d'écrivain. Plusieurs de ses livres sont traduits en chinois et en coréen. Sur le site de l'éditeur Carlsen-Verlages, est disponible en allemand le livre Schneeschütteln im Kamusari, traduction de Kamusari nānā nichijō, mais sans date de parution prévue.
Elle est lauréate en 2006 du prix Naoki pour son livre Mahoro ekimae Tada Benriken (Les Bricoleurs de la ville de Mahoro). Pour Watashi ga katarihajimeta kare wa, Kaze ga tsuyoku fuite iru, Kamusari nānā nichijō et Fune o amu (La Grande traversée), Shion Miura est distinguée en 2005, 2007, 2010 ainsi qu'en 2012 par le Grand prix des libraires. Shion Miura est membre de divers comités d'attribution de prix, et depuis 2008, du jury pour l'attribution du prix Osamu Dazai, depuis 2009 du jury du prix culturel Osamu Tezuka et depuis 2012 du jury du prix de littérature R-18 (R-18文学賞).

## Titres
| Première édition | Titre                                                     | Éditeur               | ISBN                  | Remarques |
| ---------------- | --------------------------------------------------------- | --------------------- | --------------------- | --- |
| 2001             | Mōsō sakuretsu (妄想炸裂)                                 | Shinshokan (Tokyo)    | (ISBN 978-4403220425) | ang. Exploding Illusion |
| 2002             | Shion no shiori (しをんのしおり)                          | Shinchōsha (Tokyo)    | (ISBN 978-4104541010) | |
| 2003             | Yume no yō na kōfuku (夢のような幸福)                     | Daiwa Shobō (Tokyo)   | (ISBN 978-4479681526) | ang. Supreme Happiness |
| 2004             | Watashi ga katari hajimeta kare wa (私が語りはじめた彼は) | Shinchōsha (Tokyo)    | (ISBN 978-4104541034) | ang. I'm talking about him |
| 2005             | Mukashi no hanashi (むかしのはなし)                       | Gentōsha (Tokyo)      | (ISBN 978-4344007413) | ang. A long long time ago, recueil des nouvelles suivantes : Raburesu, Roketto no omoide, Disutansu, Irie wa midori, Tadoritsuku made, Hana et Natsukashiki Kawaberi no machi no monogatari seyo |
| 2006             | Kaze ga tsuyoku fuite iru (風が強く吹いている)            | Shinchōsha (Tokyo)    | (ISBN 978-4104541041) | ang. It's Blowing Hard / The Wind Blows Hard, adaptation au cinéma en 2009 sous le titre Kaze ga tsuyoku fuiteiru sous la direction du réalisateur Sumio Ōmori, sortie en salles le 31 octobre 2009 |
| 2006             | Mahoro ekimae Tada Benriken (まほろ駅前多田便利軒)        | Bungei Shunjū (Tokyo) | (ISBN 978-4163246703) | ang. Handymen in Mahoro Town, adaptation au cinéma sous le titre Mahoro ekimae Tada benriken sous la direction du réalisateur Tatsushi Ōmori (sortie en salles le 23 avril 2011); présentation du film au festival de cinéma Nippon Connection à Francfort-sur-le-Main le 5 mai 2012                                                    |
| 2006             | Shumi ja nainda (シュミじゃないんだ)                      | Shinshokan (Tokyo)    | (ISBN 978-4403220487) | ang. It´s Not Just My Hobby |
| 2007             | Ayatsurare bunraku kanshō (あやつられ文楽鑑賞)            | Popurasha (Tokyo)     | (ISBN 978-4591097830) | ang. Charmed with bunraku |
| 2007             | Kimi wa Porarisu (きみはポラリス)                         | Shinchōsha (Tokyo)    | (ISBN 978-4104541058) | ang. Something brilliant in my heart, recueil des nouvelles suivantes : Eien ni kanseishinai nitsū no tegami, Uragiranai koto, Watashitachi ga shita koto, Yoru ni afureru mono, Kotsuhen, Pēpā kurafuto, Mori o aruku, Yūga na seikatsu, Haruta no mainichi, Fuyu no ittōsei, Eien ni tsuzuku tegami no saisho no ichibun              |
| 2007             | Kiwamemichi - bakuretsu essei (極め道 : 爆裂エッセイ)     | Kōbunsha (Tokyo)      | (ISBN 978-4334742607) | ang. At head of title: Bunko originaru |
| 2008             | Monzetsu supairaru (悶絶スパイラル)                       | Ōta Shuppan (Tokyo)   | (ISBN 978-4778311025) | |
| 2008             | Hikari (光)                                               | Shūeisha (Tokyo)      | (ISBN 978-4087712728) | ang. Dark Life |
| 2009             | Kamusari nānā nichijō (神去なあなあ日常)                  | Tokuma Shoten (Tokyo) | (ISBN 978-4198627317) | ang. Easy Life in Kamusari |
| 2009             | Mahoro ekimae bangaichi (まほろ駅前番外地)                | Bungei Shunjū (Tokyo) | (ISBN 978-4163286006) | recueil des nouvelles suivantes : Hikaru ishi, Hoshi Ryōichi no yūga na nichijō, Omoide no ginmaku, Oka Fujin wa kansatsusuru, Yurakō wa un ga warui, Nigeru otoko, Nagori no tsuki; adapté au japon pour une série télévisée sous la direction du réalisateur Hitoshi Ōne                                                              |
| 2010             | Kogure-so monogatari (木暮荘物語)                         | Shōdensha             |                       | ang. The Kogure Apartments |
| 2011             | Fune o amu (舟を編む)                                     | Kōbunsha (Tokyo)      | (ISBN 978-4334927769) | d'abord paru dans Classy de novembre 2009 à juillet 2011, adapté au cinéma au Japon en 2013 sous le titre Fune o amu sous la direction de Yūya Ishii (sortie en salles le 13 avril 2013) traduction en français : La Grande traversée, traduit du japonais par Sophie Rèfle, Editions Actes Sud (collection "Lettres japonaises"), 2019 |

## Adaptation cinématographique
Son roman de 2008 Hikari est adapté au cinéma par Tatsushi Ōmori dans Hikari, sorti en 2017.

## Prix
- 2006 Prix Naoki[2] pour Mahoro ekimae Tada Benriken (The Handymen in Mahoro Town)
- 2012 Prix des libraires japonais[3] en avril pour Fune o amu  (舟を編む), La Grande traversée